# Bruce Kirby (aktor)
Bruce Kirby , właśc. Bruno Giovanni Quidaciolu Sr.  (ur. 28 kwietnia 1925 w Nowym Jorku, zm. 24 stycznia 2021 w Los Angeles) – amerykański aktor charakterystyczny.

## Filmografia

### filmy fabularne
- 1970: Paragraf 22 (Catch 22) jako lekarz
- 1979: Wielka wyprawa muppetów (The Muppet Movie) jako strażnik bramy
- 1985: Słodkie marzenia (Sweet Dreams) jako Arthur Godfrey
- 1986: Stań przy mnie (Stand by me) jako pan Quidacioluo
- 1986: Uzbrojeni i niebezpieczni (Armed and Dangerous) jako kapitan policji
- 1987: Szczęśliwego Nowego Roku (Happy New Year) jako taksówkarz
- 1987: Wyrzuć mamę z pociągu (Throw Momma from the Train) jako detektyw DeBenedetto
- 2004: Miasto gniewu (Crash) jako Pop Ryan

### seriale TV
- 1968: Bonanza jako Chad
- 1968: I Dream of Jeannie jako pasażer
- 1969: Mission: Impossible jako dziennikarz telewizyjny
- 1970: Ironside jako Ben
- 1970: Bonanza jako Simms
- 1970: Ironside jako Buyer
- 1971: Bonanza jako pan Loomis
- 1971: Ironside jako Nick Kirby
- 1973: Columbo jako pracownik laboratorium Doug
- 1973–1976: Kojak jako sierżant Al Vine
- 1974, 1975, 1976, 1990: Columbo jako sierżant George Kramer
- 1975: M*A*S*H jako sierżant  Kimble
- 1975: Ulice San Francisco jako Carl Severn
- 1978: Columbo jako serwisant TV
- 1982: Remington Steele jako Michael Dominick
- 1983: Posterunek przy Hill Street (Hill Street Blues) jako Jack Donleavy
- 1986–1991: Prawnicy z Miasta Aniołów (L.A. Law) jako prokurator Bruce Rogoff
- 1987–1988: Detektyw Hunter (Hunter) jako szef Edward Stanmore
- 1987–1988: Punky Brewster jako pan Frank
- 1989: Matlock jako Abe Forester
- 1990: Napisała: Morderstwo (Murder, She Wrote) jako Andy Butler
- 1991: Złotka (Golden Girls) jako Bill
- 1995: Ostatni do wzięcia (The Single Guy) jako wujek Mike
- 1995: One West Waikiki jako Earl Reynolds
- 1995: Columbo jako sierżant Phil Brindle
- 1996: Murphy Brown jako sędzia
- 1996: Karolina w mieście jako Manny
- 1996: Napisała: Morderstwo (Murder, She Wrote) jako Jeremy Woods
- 1998: Gracze jako Frank Macek
- 1998: Szpital Dobrej Nadziei jako Garner Hoversten
- 1999: Dni naszego życia (Days of Our Lives) jako Marco
- 2000: Dni naszego życia (Days of Our Lives) jako lekarz
- 2001: Prezydencki poker (The West Wing) jako Barney Lang
- 2002: Tajne akcje CIA (The Agency)
- 2004: Rodzina Soprano (The Sopranos) jako dr Russ Fegoli
- 2007: Wzór (NUMB3RS) jako pan Glaser
- 2007: Hoży doktorzy (Scrubs) jako pan Bilbray